# Lehnivka, Iarmolînți
Lehnivka (în ucraineană Лехнівка) este un sat în comuna Skarjînți din raionul Iarmolînți, regiunea Hmelnîțkîi, Ucraina.

## Demografie
Componența lingvistică a localității Lehnivka
     Ucraineană (98,73%)
     Rusă (1,27%)
Conform recensământului din 2001, majoritatea populației localității Lehnivka era vorbitoare de ucraineană (98,73%), existând în minoritate și vorbitori de rusă (1,27%).